# Louise-Klasse
Die Louise-Klasse war eine Klasse von vier Kriegsschiffen der französischen Marine, die von 1760 bis 1767 in Dienst stand.

## Geschichte
Während des Siebenjährigen Krieges (1756–1763) wurde durch Frankreich eine Invasion der britischen Inseln geplant. Für diesen Zweck wurden ab Anfang 1759 an der Küste des Ärmelkanals etwa 100.000 Mann zusammengezogen und entsprechende Transportfahrzeuge gebaut. Zur artilleristischen Unterstützung dieser amphibischen Landungsoperation wurden im gleichen Jahr zwölf flachgehende Schiffe, welche als Prames bezeichnet wurden, geordert.
Von diesen wurden vier Schiffe durch den Schiffbaumeister François-Guillaume Clairain des Lauriers entworfen und in einer Werft in Bordeaux zwischen Oktober 1759 und Juli 1761 gebaut. Schwesterklassen waren die Fortunée-Klasse (6 Einheiten, 1087 Tonnen, 22 Geschütze) und Thérèse-Klasse (2 Einheiten, 1000 Tonnen, 22 Geschütze).

## Einheiten
| Name      | Bauwerft          | Kiellegung    | Stapellauf    | Indienststellung | Verbleib |
| --------- | ----------------- | ------------- | ------------- | ---------------- | --- |
| Louise    | Werft in Bordeaux | Oktober 1759  | Mai 1760      | Juli 1760        | Ab 1765–66 außer Dienst, Verwendung ab 1778 als Hulk, nach Juni 1783 keine weiteren Informationen                                |
| Sophie    | Werft in Bordeaux | Oktober 1759  | 17. Juni 1760 | April 1761       | Wahrscheinlich nach 1767 abgebrochen                                                                                             |
| Batilde   | Werft in Bordeaux | November 1759 | Oktober 1760  | Juli 1761        | Ab April 1767 Verwendung als Hulk, ab August 1781 abgebrochen                                                                    |
| Françoise | Werft in Bordeaux | November 1759 | Oktober 1760  | Mai 1761         | Ab April 1767 Verwendung als Hulk und ab Oktober 1777 als Transportschiff (Gabarre), nach Juni 1783 keine weiteren Informationen |

## Technische Beschreibung

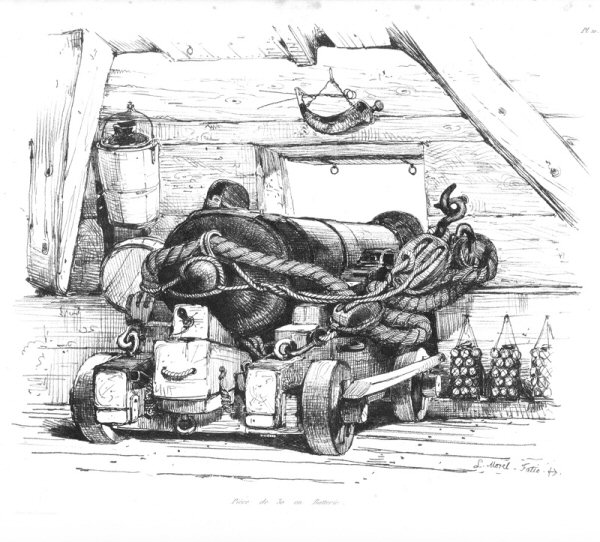
Zeichnung einer französischen
36-Pfünder-Kanone.

Die Schiffe der Klasse hatten eine Länge von 42,55 Metern (Geschützdeck), eine Breite von 12,02 Metern und einen Tiefgang von 2,92 Metern bei einer Verdrängung von 1040 Tonnen. Sie führten eine klassische Ketschbesegelung mit Marssegeln an einem Großmast und einem deutlich kleineren Besanmast. Die Bewaffnung bestand aus zwei 12-Zoll-Mörsern und zwanzig 36-Pfünder-Kanonen.

## Besatzung
Die Besatzung hatte eine Stärke von 150 Mann (Offiziere und Unteroffiziere bzw. Mannschaften).